# Strzałka miłosna

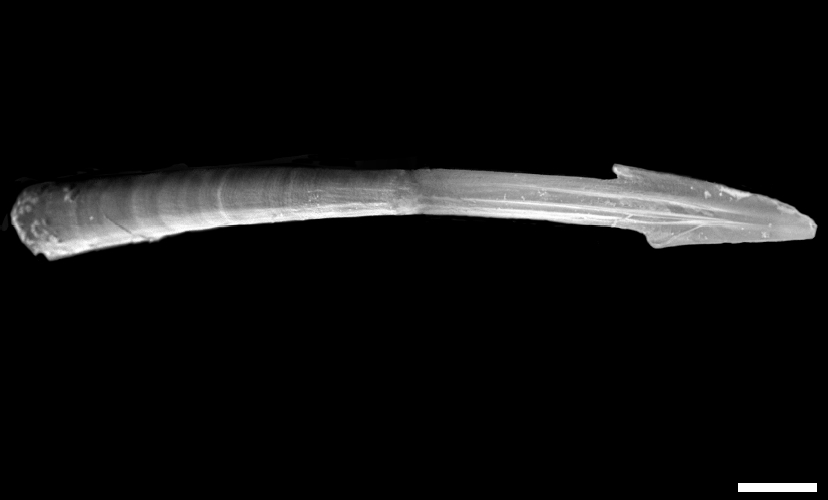
Obraz w mikroskopie skaningowym strzałki gatunku Monachoides vicinus; długość podziałki wynosi 0,5 mm

Strzałka miłosna – twarda, ostro zakończona struktura wapienna lub chitynowa, wytwarzana przez niektóre gatunki obupłciowych ślimaków. Kształt tych struktur jest różny w zależności od gatunku i może być pomocny przy klasyfikacji tych zwierząt. Rozmiar również jest zmienny, niekiedy znaczny: u rodzaju Primarion strzałka osiąga długość jednej piątej stopy ślimaka. Strzałki, wytwarzane jedynie przez dojrzałe płciowo osobniki, odgrywają rolę podczas rozmnażania ślimaków. Zanim dojdzie do zapłodnienia, oba osobniki usiłują wbić jedną lub więcej strzałek w ciało drugiego osobnika w dowolnym jego miejscu. Wbicie strzałki nie ma związku z samym procesem zapłodnienia.

## Rytuał zalotów u ślimaków

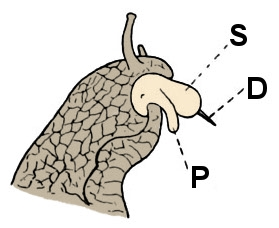
Schemat głowy ślimaka podczas kopulacji: P – penis, D – strzałka, S – „torebka” strzałki (bursa telae)

Kopulację ślimaków poprzedza rytuał zalotów. Przykładowo, u ślimaków winniczków i pokrewnego gatunku Helix aspersa ma on charakter skomplikowanego „tańca”. Para ślimaków krąży wokół siebie do sześciu godzin, dotykając się wzajemnie czułkami, uderzając nimi między innymi w okolicę otworu gębowego i sąsiadujących narządów płciowych. Zauważalne jest częściowe wynicowanie penisa. Wraz z rozpoczęciem zalotów rośnie ciśnienie płynu w zatoce żylnej otaczającej narząd wytwarzający strzałkę. Manewry ślimaków mają na celu jak najbliższe wzajemne ustawienie ich otworów płciowych. Gdy otwór płciowy zostaje dotknięty przez ciało drugiego ślimaka, mechanizm powoduje uwolnienie i wystrzelenie strzałki. Jest ono niekiedy bardzo energiczne, a strzałka, która wbija się w ciało drugiego osobnika, tkwi w narządach wewnętrznych. Czasem ciało ślimaka przebite jest na wylot, a koniec strzałki wystaje z drugiej strony. Gdy oba ślimaki wystrzelą swoje strzałki, dochodzi do kopulacji i wymiany spermy.
Podczas pierwszej kopulacji ślimak nie wystrzeliwuje strzałki, ponieważ jej nie ma: kopulacja jest niezbędna, by doszło do wytworzenia pierwszej strzałki. Po pierwszej kopulacji ślimaki dokonują wystrzelenia strzałki podczas większości (ale nie podczas każdej) kopulacji. Odtworzenie wystrzelonej strzałki jest procesem długotrwałym.
Strzałki są wyrzucane z różną siłą i precyzją; obliczono, że trzecia część strzałek winniczków nie przebija powłok drugiego osobnika lub nawet mija cel.

## Nawiązania do mitologii
Niektórzy autorzy dostrzegają związek między strzałkami miłosnymi wystrzeliwanymi przez ślimaki a strzałami miłosnymi, którymi posługiwali się w mitologii greckiej Eros i w mitologii rzymskiej – Kupidyn. Prof. Ronald Chase z McGill University w Montrealu uważa, że „mit o Kupidynie i jego strzałach ma źródło w gatunkach ślimaków występujących w Grecji [...] Grecy przypuszczalnie wiedzieli o tym zachowaniu, ponieważ byli dobrymi przyrodnikami i obserwatorami”.
W niektórych językach, w tym w polskim, nazwa struktury odnosi się do strzały: w niemieckim jest to Liebespfeil, po czesku šíp lásky (dosłownie strzała miłości).